# Scott Lang (Marvel Cinematic Universe)
Scott Lang è un personaggio interpretato da Paul Rudd nel media franchise del Marvel Cinematic Universe (MCU), basato sull'omonimo personaggio dei Marvel Comics, e noto anche con il suo alias, Ant-Man. Inizialmente un ladro, Scott si riforma quando viene scelto dallo scienziato Hank Pym come suo successore nel ruolo del supereroe Ant-Man. Successivamente si unisce agli Avengers e ha un ruolo chiave nella sconfitta di Thanos e nella salvezza dell'universo.

## Biografia del personaggio

### Primi anni
Laureatosi in ingegneria al MIT, Scott aveva l'abitudine di usare le sue abilità per rubare ai ladri e restituire il maltolto alle vittime. Sposato con una donna di nome Maggie, cercò di smettere con le sue abitudini trovando un lavoro alla società di Vistacorp; tuttavia, dopo aver scoperto che l'azienda truffava regolarmente i suoi clienti, Lang venne licenziato e si vendicò facendo irruzione nell'edificio e hackerando i sistemi, restituendo ai clienti i soldi sottratti, per poi entrare nella villa del suo ex capo per derubarlo. Scott venne arrestato e condannato a tre anni di prigione; durante la sua detenzione, Maggie chiese il divorzio e ottenne la custodia della loro figlia piccola, Cassie; inoltre, Lang fece amicizia con il suo compagno di cella, Luis.

### Ruolo di Ant-Man
Nel 2015, Scott viene rilasciato e va a vivere con Luis. Desidera riformarsi per poter diventare un buon padre per Cassie, nonostante lo scetticismo di Maggie e del suo nuovo fidanzato, l'agente di polizia Paxton. Scott cerca di trovare un lavoro per pagare gli alimenti e avere il permesso di vedere la figlia, ma fatica a causa della sua fedina penale; decide quindi di accettare l'offerta di Luis e dei suoi amici Kurt e Dave di partecipare a un furto con scasso nella casa dell'anziano e rinomato scienziato Hank Pym. Scott si introduce nell'edificio ma trova solo uno strano costume: lo prova a casa, scoprendo che gli permette di rimpicciolirsi alle dimensioni di un insetto. Spaventato dall'esperienza, Scott restituisce il costume della casa ma viene arrestato dalla polizia e successivamente fatto evadere di prigione da Pym.
Hank rivela di aver operato in passato come il supereroe Ant-Man e di essere stato lui a commissionare indirettamente il furto della tuta dalla sua casa per testare Scott, dal momento che vuole che Scott rubi la divisa del Calabrone (una tuta simile a quella di Ant-Man ma potenziata) dal suo ex protetto Darren Cross, il quale ha decodificato la tecnologia di Hank. Lang viene addestrato da Hank e da sua figlia Hope van Dyne a combattere e ad usare il costume di Ant-Man; Pym lo avverte dei rischi della tuta, spiegando a lui e sua figlia Hope di aver perso la moglie Janet van Dyne in guerra trent'anni prima, quando lei si rimpicciolì a livello subatomico per disinnescare un missile nucleare sovietico.
Scott fa una prima prova con il costume rubando un dispositivo dalla base degli Avengers, combattendo e sconfiggendo Sam Wilson. In seguito, si infiltra nel quartier generale di Cross per rubare la tuta del Calabrone, ma Cross lo prevede e mette sotto scacco lui, Pym e Hope. I tre riescono a liberarsi e a impedire che il costume cada in mano dell'Hydra, ma Cross indossa l'abito del Calabrone e minaccia Cassie per costringere Scott ad affrontarlo. Per sconfiggerlo e salvare la figlia e Paxton, Scott si riduce a dimensioni subatomiche per penetrare nella tuta di Cross e sabotarla, facendolo scomparire nel regno quantico. Scott rimane apparentemente bloccato nel regno quantico, ma riesce ad aggiustare il regolatore, invertendo gli effetti e tornando nel mondo normale.
Al termine della missione, Scott inizia una relazione con Hope e si riappacifica con Maggie e Paxton, ottenendo il permesso di vedere regolarmente Cassie.

### Guerra civile tra gli Avengers
Nel 2016, Scott viene reclutato da Sam e Clint Barton per assistere Steve Rogers, andato contro gli accordi di Sokovia. I quattro, con Wanda Maximoff e Bucky Barnes, partecipano a una battaglia all'aeroporto di Lipsia/Halle in Germania contro Tony Stark e i suoi alleati (Natasha Romanoff, James Rhodes, Visione, Peter Parker e T'Challa), i quali invece sono favorevoli agli accordi. Durante il combattimento, Scott usa la sua tuta per raggiungere dimensioni enormi e permette così la fuga di Steve e Bucky, i quali si dirigono a fermare il barone Zemo dal risvegliare altri supersoldati. Lang viene poi abbattuto, catturato da Thaddeus Ross e imprigionato con i compagni nella prigione di massima sicurezza Raft. In seguito, Rogers e Natasha vengono a liberarli: Sam e Wanda accettano di fuggire, mentre Scott e Clint preferiscono patteggiare con il governo, ottenendo gli arresti domiciliari per qualche anno, così da passare del tempo con le loro famiglie.

### Team-up con Wasp
Nel 2018, Scott sta per concludere il tempo agli arresti e ha consolidato il suo rapporto con Cassie, mentre Hank e Hope sono latitanti in quanto considerati trasgressori della legge per l'utilizzo delle particelle Pym nella guerra civile degli Avengers. Lang ricorda il breve tempo trascorso nel regno quantico e realizza di aver stabilito inconsapevolmente un contatto con Janet, la quale è ancora viva. Riesce a comunicarlo ad Hank e Hope, i quali lo prelevano da casa sua usando un'esca per non far sapere al governo che ha lasciato la sua abitazione, e gli rivelano di stare costruendo un tunnel quantistico con cui entrare nel regno quantico a salvare Janet. I tre cercano di ottenere una parte necessaria per il tunnel dal malavitoso Sonny Burch e, quando lui prova a truffarli, Hope indossa i panni di Wasp per combatterlo. I tre vengono intralciati anche da Bill Foster, ex collega di Hank, e da una donna chiamata Ava Starr: quest'ultima soffre di un'instabilità molecolare causata da un incidente avuto in passato nel quale morirono i suoi genitori, e con Foster intende curarsi usando l'energia quantistica di Janet, sebbene questo potrebbe uccidere Janet.
Completato il tunnel, Janet possiede brevemente Scott per fornire le sue coordinate, ma Lang decide di tornare a casa per non farsi scoprire dalle autorità e Hope e Hank vengono arrestati dall'FBI a causa di Burch, permettendo a Starr di accedere al tunnel. Lang, incoraggiato da Cassie, libera Hank e Hope e Scott lavora con Hope e Luis per recuperare il laboratorio miniaturizzato contenente il tunnel. Hank riesce a recuperare Janet, la quale dona parte della sua energia quantica a Starr per stabilizzarla temporaneamente. Scott torna a casa e viene rilasciato dagli arresti.

### Viaggi nel tempo
Poco tempo dopo, Scott entra nel regno quantico attraverso un tunnel quantistico più piccolo costruito nel furgone di Luis, così da recuperare dell'energia quantistica per aiutare Starr a rimanere stabile. Tuttavia, mentre Scott si trova al suo interno, avviene il Blip, e Hope, Hank e Janet si dissolvono nel nulla. Dal momento che nessun altro conosce la posizione di Scott, viene dato per morto nello sterminio.
Cinque anni dopo, nel 2023, un ratto attiva casualmente il tunnel quantistico nel furgone e Scott torna nel mondo normale. Apprende quanto è successo e scopre che Cassie è sopravvissuta, sebbene ora sia diventata un'adolescente. Lang raggiunge la base degli Avengers e parla con Steve e Natasha, spiegando loro che per lui sono passate solo cinque ore nel regno quantico, teorizzando che quest'ultimo possa essere usato come mezzo per viaggiare nel tempo e invertire gli effetti del Blip. I tre fanno visita a Tony per farsi aiutare, ma Stark, che si è ritirato dalla vita da supereroe, rifiuta. Ottengono l'assistenza di Bruce Banner, ma i primi tentativi di viaggiare nel tempo sperimentati su Scott falliscono, dato che si limitano a farlo invecchiare o ringiovanire. Tony cambia idea, fa pace con Rogers e dà un contributo essenziale per costruire la macchina del tempo.
Al gruppo si aggiungono Thor, Rocket, Nebula, Rhodey e Clint. Dal momento che i viaggi nel tempo creano linee temporali alternative, senza cambiare il presente, gli eroi recupereranno le Gemme dell'Infinito dal passato, portandole al presente. Scott viaggia con Bruce, Steve e Tony nel 2012, durante la battaglia di New York, e Lang lavora con Stark per recuperare la Gemma dello Spazio. Tuttavia, a causa di un errore, il Tesseract cade in mano del Loki di quel tempo, che lo usa per scappare. Scott torna al presente con Bruce (entrato in possesso della Gemma del Tempo), mentre Tony e Rogers viaggiano ancora più indietro nel tempo, negli Anni Ottanta, dove fanno visita alla base dello S.H.I.E.L.D. per recuperare sia la Gemma dello Spazio che ulteriori particelle Pym con cui tornare nel 2023.
Una volta riuniti nel presente, le gemme recuperate vengono assemblate in un guanto e Bruce le usa per far tornare tutti i blippati. In quel momento sopraggiunge Thanos e il suo esercito, provenienti dal 2014, che radono al suolo la base degli Avengers. Scott riesce a salvare Rocket, Banner e Rhodey assumendo dimensioni gigantesche e partecipa alla battaglia finale contro Thanos. Durante lo scontro uccide l'Astro Nero e si ricongiunge con Hope. La battaglia termina con la scomparsa dei nemici grazie al sacrificio di Tony. Scott torna a casa con Hope e Cassie e partecipa al funerale di Stark insieme a Hope, Janet e Hank.

### Celebrità
Per il suo ruolo nella salvezza dell'universo, Scott ottiene una grande popolarità in tutto il mondo, scrivendo un'autobiografia e dedicando un podcast al resoconto della battaglia per la Terra. Guadagna in tal modo un'ampia fanbase di persone che lo ammirano e gli dedicano murales, costumi e altri gadget a lui dedicati.
Nel 2024, permette a Clint di usare la tecnologia Pym per costruirsi frecce speciali; il suo alias di Ant-Man appare in uno spettacolo di Broadway dedicato alla battaglia di New York, sebbene non abbia partecipato all'evento.

### Il regno quantico e lo scontro con Kang
Cassie, che nei cinque anni di Blip è diventata un'attivista e una studiosa del lavoro di Pym sul regno quantico, accusa Scott di aver smesso di essere un eroe. Rivela di aver lavorato con Hope e Hank su un trasmettitore quantistico, che invia un segnale nel regno quantico e torna al mittente per raccogliere dati senza bisogno di entrarci, ma quando lo testano Janet cerca di spegnerlo e si apre un portale che trascina il gruppo nel regno quantico.
Scott e Cassie vengono separati dagli altri e vengono catturati da un gruppo di esseri che vivono nel regno, i quali spiegano loro di starsi ribellando al tiranno che li governa e che quest'ultimo è sulle loro tracce a causa della loro associazione a Janet. Cassie insiste per aiutare i ribelli, ma l'accampamento viene attaccato dagli scagnozzi dell'esercito guidati da una creatura nota come M.O.D.O.K., in realtà Darren Cross, sopravvissuto allo scontro con Scott ma diventato una testa sovradimensionata e deforme.
I Lang vengono imprigionati dal tiranno, il quale si chiama Kang il Conquistatore. Scott cerca di intimorirlo rivelando la sua associazione con gli Avengers, ma Kang afferma di aver già ucciso numerose varianti degli Avengers nella sua campagna per il multiverso. Pretende che Scott si rimpicciolisca per introdursi in un nucleo ingigantito anni prima da Janet, così da utilizzarlo per fuggire dal regno quantico; Scott inizialmente rifiuta, ma è costretto ad accettare quando Kang minaccia di uccidere Cassie. Nonostante la difficoltà della missione, Lang viene aiutato dall'intervento di Hope e riesce nell'impresa.
Kang infrange l'accordo, sconfiggendo Scott e Hope per impossessarsi del nucleo senza restituire Cassie, e rapisce Janet. Scott e Hope vengono raggiunti da Hank, il quale è accompagnato da alcune sue formiche che sono finite a loro volta nel regno quantico e sono diventate incredibilmente intelligenti dopo aver subito un'evoluzione accelerata. I tre si dirigono ad affrontare Kang, mentre Cassie incita il popolo del regno quantico a ribellarsi al Conquistatore, riuscendo anche a convincere MODOK a rivoltarsi al suo padrone: Cross allora attacca Kang, venendo però sconfitto e ferito mortalmente. Janet riesce ad aprire un portale con cui riportare la sua famiglia a casa, ma Scott rimane indietro per impedire anche a Kang di attraversarlo. Kang lo abbatte, ma Scott viene salvato dall'intervento di Hope e i due eroi riescono a spingere il tiranno nel motore del nucleo, facendolo scomparire. Il gruppo si riunisce dunque con un morente Cross, il quale muore serenamente circondato dai suoi ex nemici.
Scott e Hope tornano a casa e alla loro vita normale; Scott ricorda con inquietudine l'avvertimento di Kang che la sua morte avrebbe scatenato qualcosa di terribile, ma cerca di minimizzare la preoccupazione.

## Versioni alternative
Diverse versioni alternative di Lang appaiono nell'MCU con l'apertura del Multiverso, sempre interpretate o doppiate da Paul Rudd:
- In un 2018 alternativo, Janet e Hank sono tornati dal regno quantico zombificati a causa di un virus contratto nel regno e Scott è la prima persona a essere contagiata e zombificata a sua volta. Successivamente, Visione riesce a curarlo con la Gemma della Mente, riuscendo a conservare però solo la sua testa in un barattolo. Quando un gruppo di eroi superstiti li raggiunge, Scott entra in possesso della cappa della levitazione in precedenza appartenuta a Stephen Strange, con cui riesce a muoversi. Riesce a fuggire con Peter Parker e T'Challa nel Wakanda, con la speranza di curare l'umanità.
- Durante la missione nel regno quantico per recuperare il nucleo, Scott si ritrova in una tempesta di probabilità che genera infiniti varianti di sé stesso. Tutti collaborano con lui per fargli ottenere il nucleo al fine di salvare Cassie.

## Caratterizzazione
La prima apparizione sullo schermo del personaggio è stata nel 2015, con l'uscita di Ant-Man. Il film ritrae Lang come un ex ingegnere di sistemi alla VistaCorp e ladro di bassa lega, che diventa il successore di Hank Pym nei panni di Ant-Man, quando Pym gli permette di usare una tuta che lo fa rimpicciolire e gli aumenta la forza. Nel corso della storia Lang diventa un eroe combattendo Darren Cross / Calabrone.
In Captain America: Civil War, Lang viene reclutato per combattere al fianco della squadra degli Avengers di Captain America, contro la fazione di Iron Man e gli Accordi di Sokovia. Durante la battaglia, rivela di essere in grado di raggiungere proporzioni gigantesche, anche se così facendo mette a dura prova il suo corpo. Il regista di Ant-Man, Peyton Reed, aveva discusso del personaggio e del modo in cui la produzione di Ant-Man aveva girato alcune sequenze con i fratelli Russo, dicendo: "Come stavamo facendo [Ant-Man] ed eravamo in post [produzione] e loro si stavano preparando per andare ad Atlanta per fare Civil War, abbiamo avuto molte conversazioni ... È importante perché c'è questa continuità che deve accadere in questo universo". Sulla decisione di far crescere le dimensioni di Lang per diventare Giant-Man nella battaglia dell'aeroporto, Feige ha detto: "È stata semplicemente una grande idea cambiare le sorti della battaglia in un modo enorme, scioccante e inaspettato. Abbiamo molte idee per [Ant-Man and the Wasp], nessuna delle quali è subordinata alla rivelazione di Giant-Man, quindi abbiamo pensato che questo sarebbe stato un modo divertente, incredibile e sorprendente per farlo". Russo ha aggiunto che la trasformazione era parte della continuazione dell'arco del personaggio di Lang da Ant-Man, dicendo "È davvero impressionato da Capitan America, vuole solo dare risultati, e trova un modo per risaltare dove potrebbe effettivamente farsi a pezzi, ma è disposto a farlo e funziona". La sua tuta è stata resa più "snella e tecnologica" rispetto a quella del film precedente. All'inizio di Spider-Man: Homecoming, viene mostrato che Peter Parker ha girato un video del combattimento all'aeroporto di Berlino, incluso uno scorcio di Ant-Man nella sua forma gigante da una diversa angolazione.
Rudd ha ripreso il ruolo di Ant-Man in Ant-Man and the Wasp. Nell'aprile 2017, il regista Peyton Reed ha dichiarato che Scott Lang / Ant-Man presenta anche l'alias di Giant-Man, introdotto per la prima volta in Captain America: Civil War, con una nuova tuta. In seguito agli eventi alla fine di Captain America: Civil War, in cui Lang scappa dalla prigione, il regista Peyton Reed ha detto che "è un fuggitivo nella maggior parte del primo film di Ant-Man. Ora è solo un fuggitivo più grande.". Nel film, Lang è agli arresti domiciliari sotto la sorveglianza dell'agente Jimmy Woo dopo gli eventi di Civil War. Viene rilasciato per mano di Hope van Dyne / Wasp, che ha una relazione con lui, per aiutare il Dr. Pym a creare un ponte verso il regno quantico per trovare Janet van Dyne, e affronta i criminali Sonny Burch e Spettro. Rudd era interessato al fatto che Lang fosse una persona normale piuttosto che "innatamente eroico o super", spinto dal suo desiderio di essere un genitore responsabile. Nella scena post-crediti, mentre cerca di raccogliere particelle quantistiche dal regno quantico, rimane intrappolato lì dopo che Janet, Hank e Hope sono scomparsi a causa delle azioni di Thanos in Avengers: Infinity War.
Rudd ha ripreso il suo ruolo in Avengers: Endgame. In una scena chiave del film, in cui i tentativi di mandare Lang nel tempo cambiano drasticamente la sua età, Lang è interpretato dai gemelli Bazlo e Loen LeClair da neonato, da Jackson A. Dunn all'età di 12 anni e da Lee Moore all'età di 93 anni (ultimo suo ruolo prima della sua morte nell'agosto del 2018). Markus e McFeely hanno spiegato come sia stato aggiungere Scott nell'aiutare lo sviluppo dei viaggi temporali nel film, dicendo: "abbiamo avuto accesso a lui nel secondo film, e il fatto che stesse portando un intero sottoinsieme di tecnologia che aveva qualcosa a che fare con un diverso concetto di tempo era come un regalo di compleanno".
Nel novembre 2019, è stato riferito che Ant-Man and the Wasp: Quantumania sarebbe stato nuovamente diretto da Peyton Reed, con Paul Rudd di ritorno nei panni di Ant-Man / Scott Lang.
Nei fumetti, l'Ant-Man di Hank Pym è un membro fondatore degli Avengers, mentre, nell'MCU, Pym è inizialmente diffidente nei confronti degli Avengers, in particolar modo di Stark, a causa di una discussione avuta in passato con Howard Stark. Nessuna iterazione di Ant-Man viene coinvolta con gli Avengers fino all'alleanza dell'eroe con Steve Rogers in Civil War, e Lang non diventa un membro ufficiale del gruppo prima degli eventi di Endgame. Altro cambiamento rispetto ai fumetti è la creazione dell'Intelligenza Artificiale ostile Ultron, creato in questa versione da Stark e Bruce Banner piuttosto che da Pym.
Per ottenere la giusta forma fisica richiesta dal ruolo, Rudd si è allenato duramente e ha eliminato alcol, cibi fritti e carboidrati dalla sua alimentazione. Rudd ha affermato, riguardo alla preparazione per il suo ruolo: "praticamente non ho mangiato nulla per circa un anno... ho adottato l'approccio di Chris Pratt nell'allenarsi per un film d'azione. Togli qualsiasi cosa divertente per un anno e poi puoi interpretare un supereroe".

## Concezione e sviluppo
Il personaggio di Ant-Man venne creato originariamente da Stan Lee, Larry Lieber e Jack Kirby, facendo la sua prima apparizione in Tales to Astonish n. 35 nel settembre 1962. Si trattava originariamente dell'alias da supereroe del geniale scienziato Hank Pym, creatore di una sostanza in grado di cambiare la dimensione di chi la assume, chiamata Particelle Pym. Dopo l'omicidio dei sua moglie da parte di agenti della polizia segreta corrotti durante la guerra fredda, Pym decise di diventare un supereroe, utilizzando le Particelle Pym e un elmetto con cui controllare le formiche. Hank venne poi affiancato nella lotta al crimine dalla sua nuova fidanzata, Janet van Dyne, la quale divenne la supereroe Wasp. La coppia divenne tra i membri fondatori del gruppo di Vendicatori, combattendo con altri supereroi nemici ricorrenti molto potenti come Ultron, una creazione robotica di Pym. Successivamente, ad assumere i panni di Ant-Man fu il ladro Scott Lang, quando rubò il costume per salvare la vita di sua figlia Cassie Lang. Scott si riformò e intraprese una carriera completa come Ant-Man, con l'approvazione e l'aiuto di Hank Pym. Diventò un alleato dei Fantastici Quattro e poi a sua volta un membro ufficiale dei Vendicatori.
Nei primi anni duemila, Kevin Feige si rese conto che la Marvel possedeva ancora i diritti sui membri principali dei Vendicatori, tra cui Ant-Man. Feige, un "fanboy" autoproclamato, desiderava creare un universo condiviso come avevano fatto Stan Lee e Jack Kirby con i loro fumetti nei primi Anni Sessanta. Nel 2005, la Marvel ricevette un investimento di 525 milioni di dollari da Merrill Lynch, il che ha permesso loro di produrre in modo indipendente dieci film, tra cui Ant-Man. Edgar Wright aveva iniziato a sviluppare un film live-action basato sul supereroe con Joe Cornish nel 2006. Tuttavia, nel maggio 2014, Wright e i Marvel Studios hanno rilasciato una dichiarazione congiunta in cui annunciavano che Wright era uscito dal film a causa di divergenze creative. Secondo Wright, era stato assunto come sceneggiatore-regista ma la Marvel ha voluto scrivere una nuova sceneggiatura. Nel 2017, ha detto: "La risposta più diplomatica è che volevo fare un film Marvel, ma non credo che loro volessero davvero fare un film di Edgar Wright... avendo sceneggiato tutti i miei altri film, è una cosa difficile da accettare. All'improvviso, diventando un regista a noleggio, sei un po' meno coinvolto emotivamente e inizi a chiederti perché sei davvero lì".
Wright è stato sostituito da Peyton Reed come regista, mentre la sceneggiatura è stata riscritta da Adam McKay e dalla star Paul Rudd. Wright e Cornish hanno ricevuto crediti sia per la sceneggiatura che per la storia, con Wright anche accreditato come produttore esecutivo. Per quanto riguarda il casting di Rudd, il produttore Kevin Feige ha detto: "Guardare quell'origine del piccolo truffatore che entra in contatto con un vestito e fa del suo meglio per fare del bene, e poi guardare qualcuno come Paul Rudd, che può fare qualcosa di leggermente sgradevole come irrompere nelle case delle persone ed essere ancora affascinante e per cui tifi e nella cui redenzione troverai soddisfazione". Il regista Peyton Reed ha paragonato Lang a Danny Ocean, personaggio di George Clooney in Ocean's Eleven, dicendo: "È un ragazzo che cerca di crearsi una nuova vita e di trovare la redenzione". Rudd ha firmato un contratto per più film con la Marvel, con Feige che ha detto che erano "tre [film] e più per apparire in altre cose".

## Accoglienza
Il consenso del sito web Rotten Tomatoes recita: "Guidato da un'affascinante interpretazione di Paul Rudd, Ant-Man offre i brividi Marvel su una scala adeguatamente ridotta, anche se non così agevolmente come i suoi predecessori di maggior successo". Todd McCarthy di The Hollywood Reporter ha osservato: "Sebbene le dinamiche della storia siano fondamentalmente sciocche e affari di famiglia, con il suo melodramma parallelo padre-figlia, elementari pressioni di pulsanti, un buon cast guidato da un vincente Paul Rudd mette le sciocchezze in un fascino ragionevolmente disarmante."
Per Ant-Man and the Wasp, il consenso critico su Rotten Tomatoes recita: "Un film di supereroi più leggero e luminoso, alimentato dal carisma disinvolto di Paul Rudd ed Evangeline Lilly, Ant-Man and The Wasp offre un detergente per il palato MCU tanto necessario." Simon Abrams di RogerEbert.com ha ritenuto che il film fosse riuscito a destreggiarsi tra le sue numerose sottotrame dando al Lang di Rudd un buon sviluppo del personaggio. Peter Travers, scrivendo per Rolling Stone, ha dato al film 3 stelle su 4 e ha elogiato Rudd e Lilly, così come Manohla Dargis del New York Times, che ha elogiato Rudd e ha sentito che Lilly ha trovato "il suo ritmo" nel film, mentre Stephanie Zachareck, scrivendo per Time, pensava che il film avesse un'azione ragionevolmente divertente e momenti salienti tra Rudd e Abby Ryder Fortson nei panni della figlia Cassie, ma sentiva che l'attenzione su Lilly come un eroe migliore di Rudd serve solo come "contentino" per la parità di genere.
Anche Richard Roeper del Chicago Sun-Times ha elogiato il cast, in particolare Rudd e Fortson, mentre Ann Hornaday del Washington Post, pur criticando il film, ha lodato l'interpretazione di Rudd.

### Riconoscimenti
| Anno | Opera                | Premio                 | Categoria                          | Risultato | Riferimenti |
| ---- | -------------------- | ---------------------- | ---------------------------------- | --------- | ----------- |
| 2015 | Ant-Man              | Teen Choice Awards     | Miglior attore dell'estate         | Candidato | [ 43 ]      |
| 2016 | Ant-Man              | Critics' Choice Awards | Miglior attore in un film d'azione | Candidato | [ 44 ]      |
| 2016 | Ant-Man              | MTV Movie Awards       | Miglior eroe                       | Candidato | [ 45 ]      |
| 2016 | Ant-Man              | Saturn Awards          | Miglior attore                     | Candidato | [ 46 ]      |
| 2019 | Ant-Man and the Wasp | Teen Choice Awards     | Miglior attore in un film d'azione | Candidato | [ 47 ]      |
| 2019 | Avengers: Endgame    | Teen Choice Awards     | Miglior attore in un film d'azione | Candidato | [ 47 ]      |